# GAP-анализ
GAP-анализ, или анализ разрывов — метод стратегического анализа, с помощью которого осуществляется поиск шагов для достижения заданной цели.
В сертификации GAP-анализ или диагностический аудит — это один из инструментов консалтинга. По сути, представляет собой расширенную версию сертификационного аудита. При его проведении консультант-аудитор оценивает компанию на соответствие заданному критерию, например стандарту ISO 9001. В результате проведения GAP-анализа консультант составляет так называемый диагностический отчёт — детальное изложение по каждому пункту стандарта: что в компании соответствует требованию, где и какие есть пробелы, что нужно дополнить, исправить или изменить. По сути отчёт, это стандарт (то есть критерий GAP-анализа) переписанный на языке анализируемой компании. Также в отчёте по GAP-анализу содержатся рекомендации по лучшей практике применения того или иного пункта стандарта.

## Этапы проведения GAP-анализа
1. Определение текущего значения
2. Определение максимально доступного значения
3. Прогнозирование развития, разработка сценариев
4. Разработка набора планов (инициатив) по достижению
5. Отчётность

### Определение текущего значения
На данном этапе собирается исходная доступная информация об имеющихся проблемах для последующего анализа

### Определение максимально доступного значения
Утверждения, формулируемые в установках, должны быть максимально детальны и конкретны с одной стороны и с другой — соответствовать глобальным целям, глобальному видению.

### Прогнозирование развития, разработка сценариев
Данный этап позволяет оценить все возможные преимущества, которые могут быть получены вследствие принятия тех или иных решений.
Другими словами, изучается «цена вопроса», то есть происходит осознание размера эффекта от ликвидации разрывов и стоимость работ по ликвидации этих несоответствий.

### Разработка набора планов (инициатив) по достижению
На этапе планирования подробно описывается комплекс мероприятий и инициатив по ликвидации избранных разрывов.

## Области применения
GAP-анализ может использоваться при оценке готовности предприятия к внедрению системы экологического менеджмента согласно серии стандартов ISO 14000.